# Odeón (Corinto)
El Odeón (en griego antiguo: Ὡδείον) fue un  odeón o teatro de música y canto en Corinto, Grecia. Sus ruinas se encuentran en el yacimiento arqueológico de la Antigua Corinto, en el actual pueblo de Archaía Kórinthos del municipio de Kórinthos.

## Historia

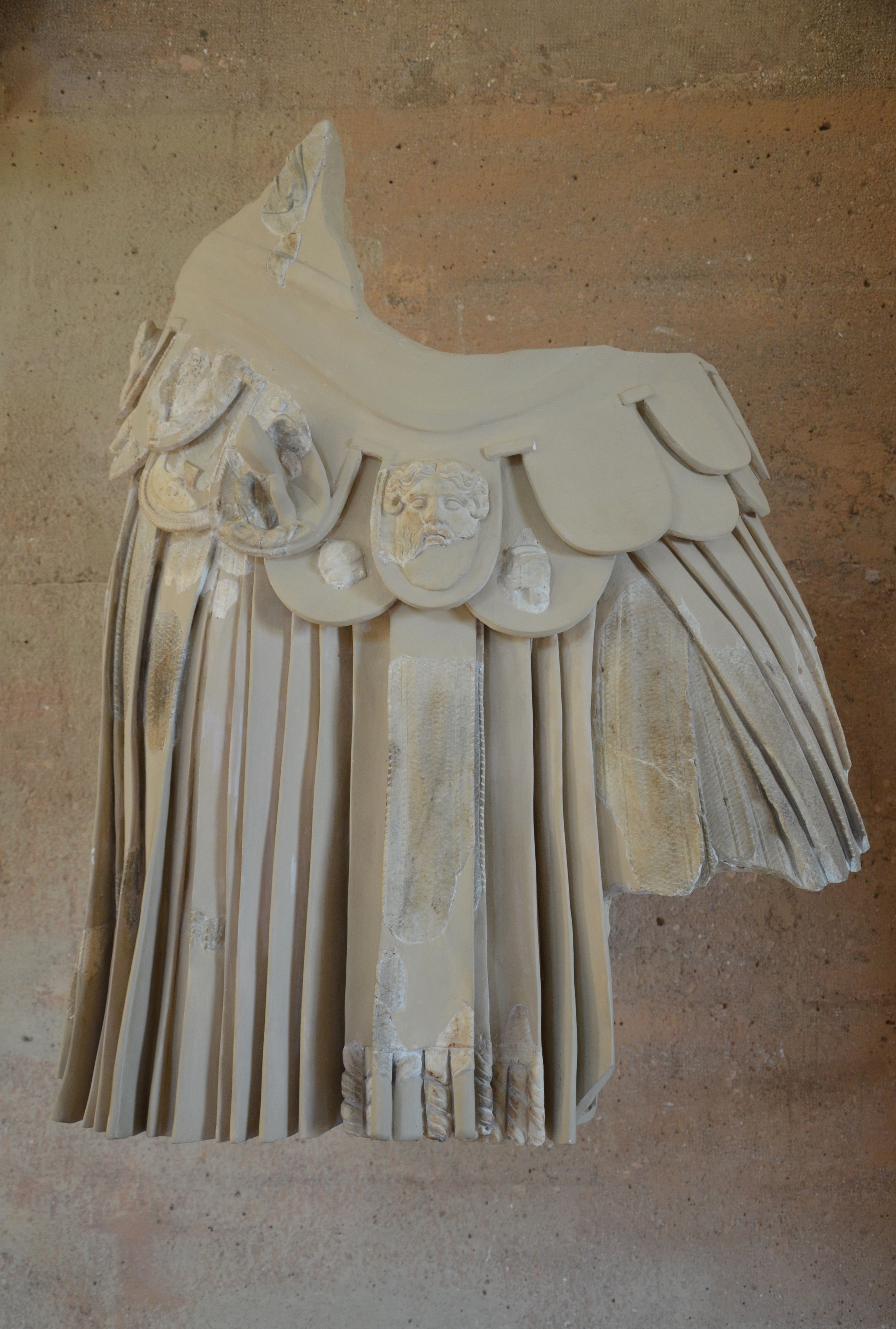
Restos de una estatua del emperador guerrero Adriano del Odeón. Museo Arqueológico de la Antigua Corinto.

Se construyó en época romana en el siglo I d. C. Su función era servir de escenario para actuaciones musicales y retóricas. Fue reconstruido a mediados del 100, posiblemente con financiación de Herodes Ático. Fue dañado por un incendio a principios del siglo III. Hacia el año 225, el edificio se convirtió en un escenario apto para peleas de animales depredadores. El edificio fue destruido y abandonado en el siglo IV.
Estaba situado en la parte occidental de la zona central de Corinto, al sur del Teatro griego de Corinto y al oeste del Templo de Apolo. Estaba cubierto y tenía un patio de butacas semicircular con capacidad para 3000 personas. El auditorio estaba dividido en cuatro secciones por tres pasillos verticales. En el centro del edificio se encontraban la orchestra y el escenario o skēnē, con entradas parodos a ambos lados. El radio de la orchestra era originalmente de unos 7,8 m y, cuando se retiraron las ocho primeras filas de bancos, era de unos 12,8 m. El telón de fondo del escenario era un muro de tres niveles, el scaenae frons, decorado con columnas y estatuas en nichos. Al norte del Odeón había un edificio de unos 39,5 x 17 m, consistente en un patio pavimentado con salas y columnatas a sus lados.